# St Nicholas South Elmham
St Nicholas South Elmham lub St. Nicholas, South Elmham – wieś w Anglii, w Suffolk. W 1870-72 wieś liczyła 103 mieszkańców.